# Horní Dubenky
Horní Dubenky é uma comuna checa localizada na região de Vysočina, distrito de Jihlava.